# Carlo Lebrecht
Carlo Lebrecht (Padova, 15 settembre 1843 – Verona, 28 maggio 1907) è stato un imprenditore e politico italiano.

## Biografia
Nato da Enrico Lebrecht, ebreo di origini polacche e Stellina Tedeschi, si sposò il 4 gennaio 1873 con Rosa Prister, nata nel 1853 a Odessa da cui ebbe quattro figli: Silvia, Amania Anna Silvia, Enrico e Danilo.
Avendo abbracciato il Risorgimento, nel 1866 fece parte della guardia civica volontaria di Verona per mantenere l'ordine pubblico, nei giorni in cui avveniva la ritirata austriaca e si insediavano le truppe italiane del nuovo Regno Sabaudo. Diede avvio nel 1876 a Belfiore in provincia di Verona alle Fornaci Lebrecht, impresa di laterizi che diventerà una delle principali industrie italiane di manufatti prefabbricati per l'edilizia e che continuerà negli anni Novanta con il figlio Danilo, noto letterato con lo pseudonimo di Lorenzo Montano, cambiando poi il nome in Fornaci Valdadige in seguito alla promulgazione delle leggi razziali. A partire dagli Anni Ottanta del Novecento l'azienda diversificherà la propria attività investendo nel settore del tempo libero.. 
Nel 1881 Carlo, insieme al fratello Guglielmo, aveva acquistato la ex-Villa Ottolini (a San Pietro in Cariano), che da allora prenderà il nome di Villa Lebrecht. Per la sua presenza a Belfiore con le due fornaci, in grado di assumere molta manodopera in esubero dalla campagna, venne eletto per la prima volta sindaco nel 1889. Nel 1890 la sua prima opera fu quella di dare avvio alla costituzione del Consorzio per il completamento della bonifica del Bacino Zerpano (800 ettari) che si trova tra Belfiore ed Arcole, del quale fu presidente. Venne rieletto sindaco di Belfiore una seconda volta tra il 1895 e il 1897 ed una terza volta nel 1905: rimase sindaco fino alla sua scomparsa nel 1907.
Venne sepolto nel cimitero israelitico di via Antonio Badile a Verona. Gli sono state intitolate due piazze, una a Belfiore e l'altra, nel 2015, nella zona centrale di Verona.